# Mesocricetus brandti
Mesocricetus brandti és una espècie de mamífer rosegador de la família dels cricètids. Viu a Armènia, l'Azerbaidjan, Geòrgia, l'Iran, Rússia i Turquia. S'alimenta d'herbes, cereals i, de tant en tant, insectes i altres invertebrats. El seu hàbitat natural són les estepes seques i obertes. Està amenaçat per l'expansió dels camps de conreu.
L'espècie fou anomenada en honor del zoòleg, botànic i metge alemany Johann Friedrich von Brandt.